# روزا غريب
روزا غريب (بالإسبانية: Rosa Guraieb)‏ كوري (20 مايو 1931 - 2 مارس 2014)، عازفة بيانو ومدرّسة موسيقى وملحّنة مكسيكية، من أصل لبناني. ولدت روزا في ماتياس روميرو (أواكساكا)، في ولاية واهاكا في المكسيك. درست في بيروت مع ميشيل تشيسكينوف في المعهد الوطني للموسيقى. أكملت دراستها الموسيقية في المكسيك، ثم في جامعة ييل وفي بايرويت.

## أعمالها
من أعمالها الهامة:
- "أنت ستتركني"
- "انعكاسات"
- "الخريف"
- "سوناتا الكمان والبيانو"
- "بعيد"
- "بالوميتا سريعة"
- "ميناء الوصول"
- "وبعد"
- "بعد الظهر"

سجّلت أعمالها وأصدرت في سي دي عام 2005، بعنوان Otoño Homage to Mexican composer Rosa Guraieb